# Daniel Aparicio
Daniel Aparicio Jacobs (ur. 17 kwietnia 2000 w San Miguelito) – panamski piłkarz występujący na pozycji środkowego lub defensywnego pomocnika lub środkowego obrońcy, od 2024 roku zawodnik honduraskiego Realu España.